# Тетралофос (Кожани)
Тетралофос (грчки: Τετράλοφος) је насељено место у саставу општине Кожани, округ Кожани, у периферији Западна Македонија, Грчка.